# Агоністики
Агоні́стики (циркумцеліони; від грец. agonistikos — здатний до боротьби та circumcelliones — ходячі навколо клітки) — демократична християнськка секта, послідовники радикального крила руху донатистів, в римській Африці у IV—V ст.
Агоністики — вихідці із сільського населення, найбільш послідовно зберігали вірність демократичним традиціям раннього християнства. Вони вели бродячий спосіб життя, існували, мабуть, за рахунок подачок жителів сіл (звідси друга назва). Проповідували аскетизм, мучеництво за віру, відмову від підневільної праці. Ворожі до ортодоксальної африканської церкви,  агоністики руйнували церковні будівлі, проводили супротиви імператорській владі. В 347 році вчинили збройний опір імператорським чиновникам, направленим в Африку для знищення церковної опозиції. В певний час відходили від виключно церковної боротьби та очолювали значні повстання колонів, вільного сільського населення та рабів проти великих землевласників, лихварів та податкового гніту: повстання біля 340 року в Нумідії під керівницвтом Аксідо та Фазіра, повстання на початку V століття. Секта агоністиків певний час продовжувала існувати і після завоювання африканських провінцій вандалами в V столітті.